# Суирири
Суирири (лат. Suiriri suiriri) — вид воробьиных птиц из семейства Тиранновые.

## Описание
Длина крыла от 70 до 85 мм. Длина хвоста от 62 до 74 мм. Половой диморфизм не выражен. Питаются, преимущественно, мелкими членистоногими. Виды хорошо отличаются по голосу и брачному поведению.

## Классификация
Традиционно выделялись два вида: Suiriri suiriri с белым брюшком и Suiriri affinis с жёлтым брюшком. Исследования проведённые в 1950—1970 годах показали, что между этими формами существуют переходные формы не позволяющие однозначно их отнести к определённому виду и ранг этих форм понизили по подвидового. В 2001 году Кевин Циммер, Эндрю Уиттекер и Дэвид Орен описали новый вид Suiriri islerorum. В 2014 году выяснилось, что экземпляры по которым Герман Бурмейстер описал форму Suiriri affinis относятся к Suiriri islerorum. Таким образом Suiriri islerorum оказался синонимом Suiriri affinis. У формы, которую все знали до этого как Suiriri affinis, не оказалось валидного названия, поэтому она была описана как подвид только в 2014 году как подвид Suiriri suiriri burmeisteri.
Международный союз орнитологов относит к роду один вид с тремя подвидами:
- Suiriri suiriri (Vieillot, 1818)
  - Suiriri suiriri bahiae (Berlepsch, 1893)
  - Suiriri suiriri burmeisteri  Kirwan, Steinheimer, Raposo, Zimmer & KJ, 2014
  - Suiriri suiriri suiriri (Vieillot, 1818)

## Распространение
Представители рода встречаются в Южной Америке: Бразилия, Парагвай, Уругвай, Боливия, Аргентина.

## Охранный статус
Оба вида включены в список угрожаемых видов Международного союза охраны природы.